# Rhantus anisonychus
Rhantus anisonychus är en skalbaggsart som beskrevs av George Robert Crotch 1873. Rhantus anisonychus ingår i släktet Rhantus och familjen dykare. Inga underarter finns listade i Catalogue of Life.